# Max Hoffmann
Carl Adolf Maximilian Hoffmann (Homberg an der Efze, 25. siječnja 1869. -  Bad Reichenhall, 8. lipnja 1927.) je bio njemački general i vojni zapovjednik. Tijekom Prvog svjetskog rata bio je zamjenik načelnika stožera 8. armije, te načelnik stožera Zapovjedništva Istok na Istočnom bojištu. 

## Vojna karijera
Max Hoffmann rođen je 25. siječnja 1869. u Hombergu an der Efzeu. Sin je Juliusa Hoffmann, inače okružnog suca, i Charlotte Friedrike Alwine Hoffmann. Hoffmann je od 1879. do 1887. godine pohađao srednju školu u Nordhausenu, da bi nakon toga kao kadet pohađao carsku vojnu akademiju u Neisseu. Od 1898. pohađa Prusku vojnu akademiju, da bi nakon završetka iste idućih šest godina proveo kao vojni ataše u Sankt Peterburgu. Hoffmann od 1899. godine služi kao stožerni časnik u ruskom odjelu Glavnog stožera, te postaje stručnjak za ruska vojna pitanja. U Glavnom stožeru Hoffmann služi sve do 1904. kada je pridružen japanskoj armiji u Mandžuriji kao njemački vojni izaslanik i promatrač u Rusko-japanskom ratu. U rujnu 1907. Hoffmann je promaknut u bojnika, nakon čega služi u mornaričkoj akademiji kao predavač i instruktor. Pred početak Prvog svjetskog rata u siječnju 1914. Hoffmann je unaprijeđen u potpukovnika.    

## Prvi svjetski rat
Na početku Prvog svjetskog rata Hoffmann je imenovan zamjenikom načelnika stožera 8. armije kojom je zapovijedao Maximilian von Prittwitz, a kojemu je načelnik stožera bio Georg von Waldersee. Njemačka 8. armija se jedina od svih njemačkih armija nalazila na Istočnom bojištu, te joj je zadatak bio da spriječi prodor ruskih snaga u Istočnu Prusku, prije nego što se njemačka vojska na Zapadnom bojištu, sukladno Schlieffenovom planu, ne obračuna s francuskom vojskom. Ruska vojska se međutim, mobilizirala ranije nego što se očekivalo, te je nakon Bitke kod Gumbinnena počela prodirati u Istočnu Prusku. Prittwitz je 20. kolovoza 1914. odlučio povući 8. armiju sve do rijeke Visle čime bi napustio veći dio Istočne Pruske, te je o tom obavijestio načelnika Glavnog stožera Helmutha von Moltkea. Takav plan nije našao na odobravanje niti kod Glavnog stožera u čijim je redovima velik dio časnika bio upravo iz Istočne Pruske, a niti kod Hoffmanna. Hoffmann je uspio idući dan nagovoriti Prittwitza da povuče naredbu o povlačenju i prihvati njegov plan o protunapadu, ali je za sudbinu Prittwitza to bilo prekasno. Prittwitza je njemački Glavni stožer smijenio, te na njegovo mjesto postavio Paula von Hindenburga i Ericha Ludendorffa kao načelnika stožera.
Hindenburg i Ludendorff su nakon stupanja na dužnost odobrili Hoffmannov plan o protunapadu, nakon čega je njemačka vojska izvojevala veliku pobjedu u Bitci kod Tannenberga u kojoj je okružena i potpuno uništena ruska 2. armija. Hoffmann je sudjelovao u planiranju i njemačke pobjede u Prvoj bitci na Mazurskim jezerima u kojoj su njemačke snage nanijele teške gubitke ruskoj 1. armiji. Zajedno s Hindenburgom i Ludendorffom Hoffmann je služio sve do kolovoza 1916. kada je Hindenburg zamijenio Ericha von Falkenhayna na mjestu načelnika Glavnog stožera, dok je Ludendorff bio imenovan njegovim zamjenikom. Hoffmann je pak unaprijeđen u pukovnika, te je postao načelnikom stožera Zapovjedništva Istoka (Oberbefehlshaber Ost) na čijem čelu je sada bio princ Leopold Bavarski koji je na tom mjestu zamijenio Hindenburga.
U listopadu 1917. Hoffmann je unaprijeđen u general bojnika, te kao predstavnik Glavnog stožera sudjeluje u mirovnim pregovorima s Rusima u Brest-Litovsku. Njemački car je Hoffmana smatrao glavnim poznavateljem prilika na Istočnom bojištu, te ga je savjetovao oko uvjeta mira. Hoffmann je, protivno stajalištu njemačkog Glavnog stožera, cara savjetovao da se Njemačka ne širi na račun Poljske, koje stajalište je car i prihvatio. Hoffmanna je to međutim dovelo u sukob s Ludendorffom i Hindenburgom, te se njihovi odnosi nisu popravili čak i nakon završetka rata. Kada je ruska delegacija na čelu s Trockim odbila njemačke uvjeta za sklapanje mira, te prekinula pregovore, Hoffmann je nastavio ratne operacije na Istočnom bojištu. Njemačke snage su zauzele Kijev i okupirale Ukrajinu, te došle na stotinjak kilometara od Petrograda. Nakon toga su Rusi popustili, te je 3. ožujka 1918. godine potpisan Brest-Litovski mir. Hoffmann je i nakon potpisivanja mira ostao na Istočnom bojištu, te je upravljao iskorištavanjem prirodnih bogatstava na okupiranim teritorijima.

## Poslije rata
Nakon završetka rata Hoffmann se u ožujku 1920. umirovio. Oženio se slikaricom Corinnom Irenom Hoffmann, te je nastavio živjeti u Berlinu. Napisao je memoare u kojima je kritizirao Hindenburga i Ludendorffa koji su si pripisali sve zasluge u pobjedi kod Tannenberga, iako je samo planiranje bilo njegovo djelo.
Max Hoffmann preminuo je 8. lipnja 1927. godine u Bad Reichenhallu u 69. godini života. Pokopan je na berlinskom groblju Invalidenfriedhof.

## Vanjske poveznice
(eng.) Max Hoffmann na stranici First World War.com

(eng.) Max Hoffmann na stranici Historyofwar.com

(eng.) Max Hoffmann na stranici Prussianmachine.com

(eng.) Max Hoffmann na stranici Field commanders of Austria-Hungary

(rus.) Max Hoffmann na stranici Hrono.ru